# Coquimbo Unido (femenino)
Coquimbo Unido es un club de fútbol femenino de la ciudad de Coquimbo, Chile. Es la sección femenina del club homónimo. Fundado en 2009 y profesional desde 2019, juega en la Primera División de Chile desde la temporada 2023.

## Historia
En el año 2009, el club Ferroviarios solicitó al Coquimbo Unido utilizar el nombre del club en su equipo femenino para el Campeonato de la ANFP 2009. En esa edición, el equipo pirata logró un segundo lugar con 73 puntos. La rama femenina disputó el Torneo Apertura 2011 y luego fue disuelta por la dirigencia.
Fue hasta 2019, con la creación de la Primera B que el club de Coquimbo reinició sus actividades de fútbol femenino. Sin embargo, en su primer año en la segunda categoría no consiguieron un resultado positivo, ya que no pudieron conseguir victorias en seis duelos disputados. 
En 2020, debido a la pandemia de COVID-19 el torneo de Primera B fue suspendido y las aurinegras se quedaron sin la opción de participar. Volvieron a los entrenamientos el 20 de enero de 2021. 
Ese mismo 2021, el club llegó hasta las semifinales del torneo, cayendo contra Huachipato por 3-1 en penales.  Al año siguiente, el club logró el campeonato de la Primera B 2022 y aseguró el ascenso a la Primera División. 
En 2023, en su primera temporada en la máxima categoría desde que volvieron a competir, las piratas lograron una destacada campaña, donde caerían en semifinales del torneo ante Santiago Morning por un global de 3-0. 
Al año siguiente, el club realizó otra buena campaña, saliendo cuartas en la fase regular. En play-offs, derrotaron a Universidad Católica por un global de 4-1, para luego ser eliminadas en semifinales contra Universidad de Chile, en un partido que tuvo que definirse en lanzamientos penales, donde las aurinegras cayeron derrotadas por 5-4. 

## Estadio
La rama femenina de Coquimbo ejerce su localía en el Complejo Las Rosas, ubicado en el sector de La Herradura Oriente.  De igual forma, ha disputado partidos en el Estadio Francisco Sánchez Rumoroso, como la final de la Primera B 2022 cuando se consagraron campeonas ante Cobresal. 

## Jugadoras

### Altas 2025
| Jugadora          | Posición      | Procedencia               | Tipo  |
| ----------------- | ------------- | ------------------------- | ----- |
| Darlyng Segura    | Portera       | Deportes Antofagasta      | Libre |
| Ivette Campos     | Defensa       | Cobresal                  | Libre |
| Francisca Seura   | Defensa       | Universidad de Concepción | Libre |
| Consuelo Martínez | Mediocampista | Agente libre              | Libre |
| Francisca Olmos   | Mediocampista | Comunicaciones            | Libre |
| Delfina Beccacece | Delantera     | Vélez Sarsfield           | Libre |
| Belén Bustos      | Delantera     | Everton                   | Libre |
| Valentina Delgado | Delantera     | Everton                   | Libre |

### Bajas 2025
| Jugadora         | Posición      | Destino              | Tipo  |
| ---------------- | ------------- | -------------------- | ----- |
| Claudia Maturana | Defensa       | Deportes Recoleta    | Libre |
| Valeria Núñez    | Defensa       | Bandera de ?         | Libre |
| Katalina Aravena | Defensa       | Deportes Copiapó     | Libre |
| Josefa Moya      | Defensa       | Unión La Calera      | Libre |
| Catalina Marín   | Defensa       | Deportes La Serena   | Libre |
| Fabiana Vallejos | Mediocampista | Universidad de Chile | Libre |
| Valery Otárola   | Mediocampista | Deportes La Serena   | Libre |
| Pía Fehrmann     | Mediocampista | Magallanes           | Libre |
| Karla Paredes    | Delantera     | Deportes La Serena   | Libre |

## Entrenadores

### Cronología (desde 2019)
- Marcelo Corrales (2019-2020) [13][3]
- José Ilabaca (2021) [14]
- Ignacio González (2022-) [15]

## Palmarés

### Torneos nacionales
| Competición nacional            | Títulos | Subcampeonatos |
| ------------------------------- | ------- | -------------- |
| Primera División de Chile (0/1) |         | 2009           |
| Primera B (1/0)                 | 2022    |                |